# Mathias Kopetzki

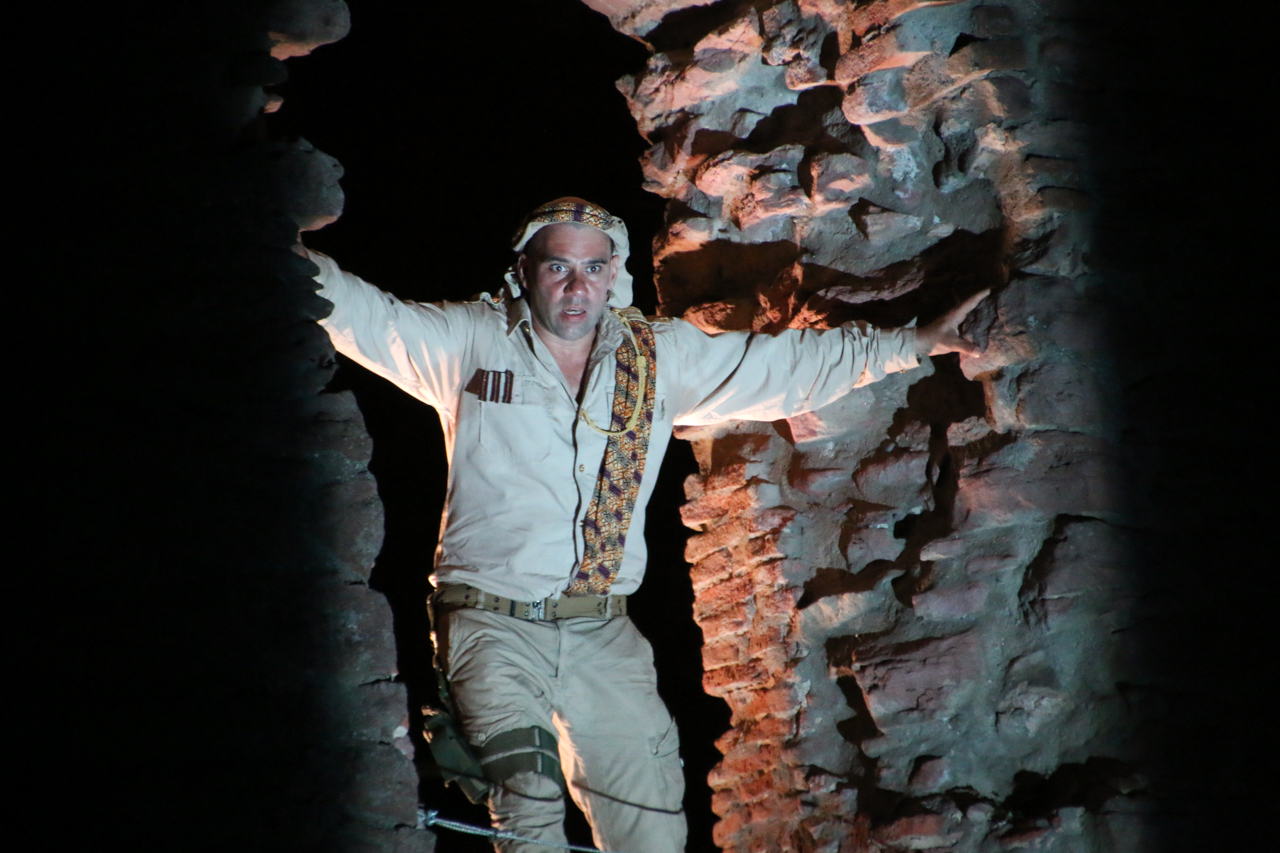
Mathias Kopetzki als „weißer“ Othello bei den Clingenburg Festspielen 2015

Mathias Kopetzki (* 2. April 1973 in Osnabrück) ist ein deutscher Schauspieler, Synchron- und Hörbuchsprecher, Schriftsteller und Dozent.

## Leben
Mathias Kopetzki wurde in Osnabrück geboren und wuchs bei Adoptiveltern in Hude auf. Nach dem Abitur an der Liebfrauenschule Oldenburg und Zivildienst in der Bahnhofsmission Bremen absolvierte er von 1994 bis 1998 ein Schauspielstudium mit Diplom an der Universität Mozarteum in Salzburg.
Während seines Zivildienstes gab er sein Theaterdebüt in der Hauptrolle des rechtsradikalen Klaus Bendix in Eingemauert von Jürgen Alberts am Jungen Theater Bremen. Bereits im ersten Jahr seiner Ausbildung erhielt er einen Gastvertrag am Staatstheater Oldenburg. Seit dieser Zeit tritt Kopetzki auch mit selbst inszenierten Lesungen, Liederabenden und Performances auf, neben diesen entwickelte er auch Eigenproduktionen (Solostücke), mit welchen er bundesweit auftritt. Es folgten auch erste Lehrtätigkeiten in Theaterworkshops an der Volkshochschule. Noch zu Studienzeiten erhielt er Gastengagements bei Peter Stein an den Salzburger Festspielen, wo er zusammen mit Otto Schenk und Helmuth Lohner im Stück Der Alpenkönig und der Menschenfeind spielte, dem Bremer Theater und dem Jungen Theater Bremen.
1998 folgte das erste Festengagement an den Bühnen der Stadt Köln und Inszenierungen unter Torsten Fischer, Frank Patrick Steckel, Uwe Hergenröder, Uwe Hotz und Volker Hesse. 2000 wechselte er ans Schauspielhaus Graz. In Graz spielte er zahlreiche Hauptrollen unter der Regie von Matthias Fontheim, Robert Schmidt, Ali M. Abdullah, Gil Mehmert, Helmut Köpping sowie Tatjana Gürbaca.
2003 wurde er von Claus Peymann ans Berliner Ensemble verpflichtet, wo er u. a. in Inszenierungen von Peymann, Peter Zadek und Robert Wilson spielte. 2005 verließ er das Berliner Ensemble und wechselte für ein Jahr an das Volkstheater Rostock. Hier spielte er unter Schauspieldirektorin Johanna Schall, Rainer Iwersen, Matthias Brenner und weiteren.
Seit 2006 arbeitet Kopetzki freiberuflich in Theaterengagements u. a. an der Dresdner Semperoper, ( Manon Lescaut von Giacomo Puccini) für Bremer Theater, Staatstheater Cottbus, Theater Essen, Theater Siegen, Fritz Remond Theater im Zoo in Frankfurt, Komödie am Altstadtmarkt in Braunschweig, an den Schlossfestspielen Ettlingen und den Kreuzgangspiele Feuchtwangen.
Er ist auch aus Film und Fernsehen bekannt (u. a. Alarm für Cobra 11, SOKO Köln, SOKO Leipzig, GSG 9, Fucking Berlin, 4 Singles). Dazu synchronisiert er zahlreiche TV-Serien und Spielfilme (u. a. leiht er gelegentlich Stars wie Mel Gibson, Michael Shannon, Luis Guzmán und Liam McIntyre seine Stimme) und gibt Literaturkurse an Volkshochschulen.
2002 wurde er mit dem Grazer Ensemble von LKH – Eine Theatersoap mit dem österreichischen Theaterpreis Nestroy ausgezeichnet, 2000 mit zwei Kölner Produktionen zum Berliner Theatertreffen und den Mülheimer Theatertagen eingeladen.
Als Autor verschiedener meist autobiografischer, humorvoller Romane sowie eines Sachbuchs tritt er seit 2011 in Erscheinung. Die Geschichte seiner Adoption und der Annäherung an seinen leiblichen Vater hat er in seinem Debüt-Roman Teheran im Bauch: Wie meines Vaters Land mich fand thematisiert. Das dazugehörige, von ihm eingesprochene Hörbuch erschien 2014.
2012 erschien Im Sarg nach Prag – Erlebnisse eines Schwarzfahrprofis, welches sich zeitweise auf Bestseller-Listen wiederfand. 2017 erschien Bombenstimmung: Wenn alle denken, du bist der Terrorist.
2018 folgte Deutschland, ein Sommertrip: Wie die 68er mir mein Leben versifften, 2020 der Ratgeber Überleben im Darsteller-Dschungel: Wegweiser für freischaffende SchauspielerInnen im Schüren Verlag
sowie im selben Jahr mit Diese bescheuerte Fremdheit in meiner Seele, eine bearbeitete Neuauflage des Buches Bombenstimmung von 2017. Auch sprach Kopetzki das dazugehörige Hörbuch ein. 2022 veröffentlichte er Alter! Weißer! Mann! – was nun?: Solo für einen ganzen Kerl. Das Bühnenstück zum Buch inszenierte er selbst und gibt damit bundesweit Gastspiele. Ende 2023 erschien Bossanova Bar Christmas – Eine mysteriöse Weihnachtserzählung um Freundschaft, Flausen und Verrat – und eine Liebe über den Tod hinaus.
2021 kam unter dem Titel Und plötzlich war ich noch ein anderer die Dramatisierung von Kopetzkis autobiografischen Romanen Teheran im Bauch und Diese bescheuerte Fremdheit in meiner Seele in der Regie von Peter Staatsmann mit Kopetzkis dramaturgischer Mitarbeit, am Theater Rottweil zur Uraufführung. Kopetzki spielte in dieser Bühnenfassung sein Alter Ego.
2022 führte er erstmals selbst Theaterregie im Stück Acting von Xavier Durringer, in welchem er selbst auch in einer Hauptrolle mitwirkte, im Waggonhalle Kulturzentrum Marburg.
2008 gründete er mit befreundeten Musikern die Bluesrock-Band Kästner gets the Blues, mit welcher er jahrelang mit vertonten Erich-Kästner-Texte in Deutschland tourte. Kopetzki fungierte in dieser Formation als Sänger und Frontmann sowie als Leadgitarrist.
Als Schauspieldozent unterrichtet und coacht er seit Jahren angehende Schauspieler um sie auf Eignungsprüfungen an Schauspielschulen vorzubereiten und hatte zudem Lehraufträge an der Berliner Schule für Bühnenkunst, der Wiener Filmakademie, der Schauspielschule Reduta Berlin und der Linzer Akademie für Schauspiel.
Neben seiner Tätigkeit als Synchronsprecher arbeitet Kopetzki auch als Synchron-Dialogbuchautor. So verfasste er u. a. die deutschen Bücher für die Spielfilme Let her kill you, Das verlorene Weihnachtsglück und Us or Them – Spiel auf Leben Und Tod.
Kopetzki lebt in Berlin und hat einen Sohn, Milosch Kopetzki, welcher wie sein Vater ebenfalls seit Jahren als Synchron- und Hörspielsprecher tätig ist.

## Theater (Auswahl)
- 1993: Klaus Bendix in Eingemauert (Jürgen Alberts), Regie: Erkan Altun, Junges Theater Bremen
- 1995: Gilgamesch (Matthias Schiffner und Michael Heicks), Regie: Michael Heicks, Staatstheater Oldenburg
- 1996: Der Alpenkönig und der Menschenfeind (Ferdinand Raimund), Regie: Peter Stein, Salzburger Festspiele
- 1997: Balu, der Bär in Das Dschungelbuch (nach Rudyard Kipling), Regie: Irmgard Paulis, Theater Bremen
- 1998: Kanak Sprak (Feridun Zaimoglu), Regie: Rainer Iwersen, Junges Theater Bremen
- 1998: Matrose Jack in Aber nichts von Nachtigallen (Tennessee Williams), Regie: Torsten Fischer, Schauspiel Köln
- 1998: King Lui in Das Dschungelbuch (nach Rudyard Kipling), Regie: Uwe Hergenröder, Schauspiel Köln
- 1999: Prinz Philipp und David, König von Schottland in Die Regierung des Königs Edwards III. (William Shakespeare), Regie: Frank-Patrick Steckel, Schauspiel Köln
- 1999: Sad in Dreck (Robert Schneider), Regie: Uwe Hotz, Schauspiel Köln
- 1999: The Making of. B.-Movie (Albert Ostermaier), Regie: Volker Hesse, Schauspiel Köln
- 2000: Goethe in Schmerz, lass nach! – 100 Jahre Aspirin (diverse), Regie: Uwe Hotz, Schauspiel Köln
- 2000: Sebastian in Was ihr wollt (William Shakespeare), Regie: Henri Hohenemser, Schlossfestspiele Ettlingen
- 2000: Volker, der Spielmann in Die Nibelungen (Friedrich Hebbel), Regie: Fritzdieter Gerhards, Schlossfestspiele Ettlingen
- 2000: B in Gier (Sarah Kane), Regie: Ali M. Abdullah, steirischer herbst festival
- 2000: Tim in Gestochen scharfe Polaroids (Mark Ravenhill), Regie: Matthias Fontheim, Schauspielhaus Graz
- 2001: Mica, Milos und Daca in Belgrader Trilogie (Biljana Srbljanović), Regie: Robert Schmidt, Schauspielhaus Graz
- 2001: Killer in I hired a contract killer (Aki Kaurismäki), Regie: Anke Thiessen, Junges Theater Bremen
- 2001: Frank in Molly Sweeney (Brian Friel), Regie: Wojtek Klemm, Schauspielhaus Graz
- 2001: Rodrigo Quast in Lulu (Frank Wedekind), Regie: Matthias Fontheim, Schauspielhaus Graz
- 2001: Malte Hohmann in LKH – eine Theatersoap, Regie: Helmut Köpping, Schauspielhaus Graz
- 2001: Shockheaded Peter (Julian Crouch), Regie: Gil Mehmert, Schauspielhaus Graz
- 2002: Jesus in Brot und Spiele (Patrick Boltshauser), Regie: Tatjana Gürbaca, Schauspielhaus Graz
- 2002: Riccaud in Minna von Barnhelm, (Gotthold Ephraim Lessing), Regie: Robert Schmidt, Schauspielhaus Graz
- 2002: Planchet in Die drei Musketiere (Alexandre Dumas), Regie: Thomas Münstermann, Schlossfestspiele Ettlingen
- 2002: Sylvain in Das Sparschwein (Eugène Labiche), Regie: Fritzdieter Gerhards, Schlossfestspiele Ettlingen
- 2003: Die Mutter (Bertolt Brecht), Regie: Claus Peymann, Berliner Ensemble
- 2003: Die heilige Johanna der Schlachthöfe (Bertolt Brecht), Regie: Claus Peymann, Berliner Ensemble
- 2003: Leonce und Lena (Georg Büchner und Herbert Grönemeyer), Regie: Robert Wilson, Berliner Ensemble
- 2003: Biedermann und die Brandstifter (Max Frisch), Regie: Cornelia Crombholz, Berliner Ensemble
- 2003:  Richard II. (William Shakespeare), Regie: Claus Peymann, Berliner Ensemble
- 2003: Peer Gynt (Henrik Ibsen), Regie: Peter Zadek, Berliner Ensemble
- 2005: Die Schneekönigin (Hans-Christian Andersen), Regie: Klaus Noack, Volkstheater Rostock
- 2005: Drake in Seefahrerstück (Oliver Schmaering), Regie: Anja Gronau, Berliner Theatertreffen
- 2005: beide Dromios in Komödie der Irrungen (William Shakespeare), Regie: Rainer Iwersen, Volkstheater Rostock
- 2005: Florindo in Der Diener zweier Herren (Carlo Goldoni), Regie: Matthias Brenner, Volkstheater Rostock
- 2006: Dantons Tod (Georg Büchner), Regie: Rainer Iwersen, Volkstheater Rostock
- 2006: Hakenfingerjakob in Die Dreigroschenoper (Bertolt Brecht), Regie: Johanna Schall, Volkstheater Rostock
- 2006: Pippi auf Taka Tuka Land (Astrid Lindgren), Regie: Renat Safiullin, Volkstheater Rostock
- seit 2006: Deutschland. Ein Wintermärchen (Heinrich Heine) (Solostück, Eigenproduktion)[18]
- seit 2006: Die Geschichte von Herrn Sommer (Patrick Süskind) (Solostück, Eigenproduktion)
- 2007: Mistkäfer und Papa Kröterich in Die wundersame Reise des kleinen Kröterichs (Yaakov Shabtai), Regie: Irmgard Paulis, Theater Bremen
- 2007: Doktor Faustus (Christopher Marlowe), Regie: Ralf Ebeling, Kreuzgangspiele Feuchtwangen
- 2007: Florindo in Der Diener zweier Herren (Carlo Goldoni), Regie: Thomas Krauß, Kreuzgangspiele Feuchtwangen
- 2007: Die kleine Gourmet-Show (Solostück mit Texten von Erich Kästner, Carl Zuckmayer, Joachim Ringelnatz, Karl Valentin, Robert Gernhardt, Hans Moser und weitere)[19]
- 2007: Axel in Fledermäuse und bunte Schatten (nach Axel Brauns), Regie: Thomas Kopp, Theaterhalle am Dom
- 2008: Daniel in Mondscheintarif (Ildikó von Kürthy), Regie: Niklas Heinecke, Theater Hannover
- 2008: Goya oder der arge Weg der Erkenntnis (Lion Feuchtwanger), Regie: Oliver Trautwein und Vera Oelschlegel, Theater des Ostens
- 2009: Harun, der Perser (Erzähler) in Bulbul, die Nachtigall, der klingende Baum und das tanzende Wasser (aus Tausendundeine Nacht), Regie: Milena Paulovics, Volkstheater Rostock
- 2009: Richard in Der lustige Witwer (Simon Moss), Regie: Wolfgang Spier, Komödie am Altstadtmarkt
- 2009: Der Name der Rose (Umberto Eco), Regie: Vera Oelschlegel, Theater des Ostens
- 2010: Lebkuchenmann in Der Lebkuchenmann (Davis Wood), Regie: Michael Bleiziffer, Apollo-Theater (Siegen)
- 2011: Mo in Tintenherz (Cornelia Funke), Regie: Christiane Wolff, Theatersommer Ludwigsburg
- 2011: Carlo und Tom in Der Widerspenstigen Zähmung (William Shakespeare), Regie: Christiane Wolff, Theatersommer Ludwigsburg
- 2011: Centovic in Die Schachnovelle (Stefan Zweig), Regie: Frank Matthus, Fritz Rémond Theater
- 2012: Daniel in Suche impotenten Mann fürs Leben (Gaby Hauptmann), Regie: Jan Bodinus,  Neues Theater Hannover
- 2012: Daniel in Hängepartie (Gaby Hauptmann), Regie: Robert Klatt, Neues Theater Hannover
- 2013: Puccini in  Manon Lescaut (Giacomo Puccini), Regie: Stefan Herheim und Christian Thielemann, Semperoper
- 2013: Daniel in Hängepartie (Gaby Hauptmann), Regie: Florian Battermann, Komödie am Altstadtmarkt
- 2013: Mikael Potapyz in Die verzauberten Brüder (Gebrüder Grimm), Regie: Michael Bleiziffer, Apollo-Theater Siegen
- 2014: Matthis in Ronja Räubertochter (Astrid Lindgren), Regie: Michael Bleiziffer, Apollo-Theater Siegen
- 2014: Manon Lescaut (Giacomo Puccini), Regie: Stefan Herheim, Saalbau Essen
- 2015: Othello in Othello (William Shakespeare), Regie: Marcel Krohn, Clingenburg Festspiele
- 2015: Odysseus in Penthesilea (Heinrich von Kleist), Regie: Jan Steinbach, Vorarlberger Landestheater
- 2015: Vincent in Der Vorname (Matthieu Delaporte), Regie: Nina Pichler, Landesbühne Niedersachsen Nord
- seit 2015: Sad in Dreck (Robert Schneider) (Solostück / Eigenproduktion)[20]
- 2015: Theseus und Oberon in Ein Sommernachtstraum (William Shakespeare), Regie: Jan Steinbach, Landesbühne Niedersachsen Nord
- 2016: Herold in Kampf um Kaltenberg (Rebekka Kricheldorf), Regie: Till Wyler von Ballmoos, Kaltenberger Ritterturnier
- 2016: Jaques in Der Geizige (Moliere), Regie: Heike Frank, Vorarlberger Landestheater
- 2017: Kalif Storch (nach Wilhelm Hauff), Regie: Michael Bleiziffer, Apollo-Theater Siegen
- 2017: Kohlhaas in Michael Kohlhaas (Heinrich von Kleist), Regie: Moritz Peters, Staatstheater Cottbus
- 2018: Michel in Der Gott des Gemetzels (Yasmina Reza), Regie: Ulrich Cyran, Burgfestspiele Bad Vilbel
- 2018: Niko in Honig im Kopf, (Til Schweiger), Regie: Mascha Pitz, Burgfestspiele Bad Vilbel
- 2018: Borka in Ronja Räubertochter (Astrid Lindgren), Regie: Milena Paulovics, Hans Otto Theater[21]
- 2019: Grenzlinien (Anett Simme), Regie: Anett Simmen, Vola Stageart (Tanztheater-Projekt auf dem Berliner Teufelsberg)
- 2019: Danilo in Aus dem Nichts (Fatih Akin), Regie: Miraz Bezar, Euro-Studio Landgraf, Tourneetheater
- 2020: Der Schauspieldirektor (Wolfgang Amadeus Mozart), Regie: Tine Topsøe, Landestheater Neustrelitz
- 2020: Rumpelstilzchen (Irene Budischowsky nach Gebrüder Grimm), Regie: Kristine Stahl, Theater Rudolstadt
- 2021: sich selbst in Und plötzlich war ich noch ein anderer (Peter Staatsmann), Regie: Peter Staatsmann, Zimmertheater Rottweil[22]
- 2021: Cyrano in Cyrano de Bergerac (Edmond Rostand), Regie: Peter Staatsmann, Zimmertheater Rottweil
- 2022: The Holy Bitch Projekt (Christiane Mudra), Regie: Christiane Mudra, Investigative Theater
- 2022: Robert in Acting (Xavier Durringer), Regie: Mathias Kopetzki, Waggonhalle Kulturzentrum Marburg[23]
- seit 2022: Alter! Weißer! Mann! – was nun? (Eigenproduktion)[24]
- 2023: Kapitän Ahab in Moby Dick, (Herman Melville), Regie: Michael Schachermaier, Theater der Jugend
- 2024: Sergeant Toomey in Biloxi Blues (Neil Simon), Regie: Folke Braband, Theater der Jugend
- 2024: Sir Francis Drake, Earl von Essex, Malvolio, Zorro und Jan in Plötzlich Shakespeare, (David Safier), Regie: Christian Voss, Komödie am Altstadtmarkt Braunschweig

## Filmografie (Auswahl)
- 2003 Streit um drei (Fernsehserie) (1 Episode), ZDF
- 2004 Stefanie – eine Frau startet durch (Fernsehserie), (1 Episode), SAT 1
- 2006 SOKO Köln (Fernsehserie), (1 Episode), ZDF
- 2007 GSG 9 – Ihr Einsatz ist ihr Leben (Fernsehserie), (1 Episode), SAT 1
- 2008 Alarm für Cobra 11 (Fernsehserie), (1 Episode), RTL
- 2008 Minibar (Kinofilm), Regie: Remco Packbiers, Niederlande
- 2008 Unser Mann im Süden (Fernsehserie), (1 Episode) Regie: Martin Gies, ZDF
- 2010 Lasko – Die Faust Gottes (Fernsehserie), (1 Episode), Regie: Axel Sand, RTL
- 2012 Klinik am Alex (Fernsehserie), (2 Episoden), SAT 1
- 2014 Terra Max (Fernsehserie), (1 Episode), ZDF
- seit 2015 Aktenzeichen XY … ungelöst, (mehrere Episoden), ZDF
- 2016 Fucking Berlin (Kinofilm), Regie: Florian Gottschick
- 2020 Dunkelstadt (Fernsehserie), (1 Episode), Regie: Asli Özge, ZDFneo
- 2022 Geschlossene Gesellschaft – Schauspielende im Fegefeuer (Kinofilm), Regie: Lukas Benjamin Engel nach Jean-Paul Sartre
- 2023 In Gottes Namen (Kinofilm), Regie: Lars Goerke und Robin Mandel

- 2024 Mordkommission Calw – Klassentreffen, Regie: Alex Bross, Armin Schnürle & Michael Valentin

## Synchronrollen (Auswahl)

### Filme
- 2013 Die Olsenbande auf hoher See als Vladimir Rasputinovich
- 2014 Cannabis Kid als Justin Miller / Eddie Mendiola / Dylan
- 2014 Erlöse uns von dem Bösen als Sanitäter
- 2014 Die Gärtnerin von Versailles als Jean
- 2014 I Am Soldier als Garland
- 2015 Horns als Stan
- 2015 Alles wird gut als Fischer
- 2015 Für immer Adaline als Kenneth
- 2020 Come back, Mr. Dundee als Mel Gibson
- 2020 Hunted – Blutiges Geld als Walter
- 2021 Jack, der Monsterschreck – Alles Gute zur Apokalypse als Belly Buster
- 2022 Ray Donovan: The Movie als Pete Connolly
- 2022 Shark Waters als Shatto
- 2023 Unseen – Dunkle Macht als Victor

### Serien
- 2013 The Office als Stew (Staffel 8)
- 2014 Henry Danger als Phil (Staffel 1)
- 2015 Mad Men als Dennis Ford (Staffel 7)
- 2015 Hawaii Five-0 als Mihajlovic
- 2015 Chicago Fire als Mr. Brewer
- 2015 Elementary als Niko Buros (Staffel 3)
- 2015 Nashville als Chad (Staffel 3)
- 2015 Backstrom als Agent Jacob Cole (Staffel 1)
- 2016 Attack on Titan als Karsten
- 2016 Brooklyn Nine-Nine als Cy (Staffel 5)
- 2016 House of Cards als Special Agent Slater
- 2016 Chicago P.D. als Derrick Winslow
- 2016 The Strain als Pinsky (Staffel 4)
- 2016 Sense8 als Githu
- 2017 The Chosen als Jakobus (Staffel 1)
- 2017 Der Denver-Clan als Donald
- 2018 Atlanta Medical als Ernest Levasseur
- 2018 Informer als Hamdi
- 2019 Mayans M.C. als Pavia (Staffel 2+3)
- seit 2019 Jack, der Monsterschreck als Belly Buster
- 2022 Don Matteo als Signor Tanassi (Staffel 1)
- 2022 Don Matteo als Ercole Cossa (Staffel 4)
- 2023 Ninjago – Aufstieg der Drachen als Melvin (Staffel 1)

## Werke
- Teheran im Bauch: Wie meines Vaters Land mich fand, Gütersloher Verlagshaus, 2011, ISBN 978-3-579-06749-0.
- Im Sarg nach Prag – Erlebnisse eines Schwarzfahrprofis, Piper Verlag, 2012, ISBN 978-3-492-27441-8.
- Bombenstimmung: Wenn alle denken, du bist der Terrorist, Bastei Lübbe, 2017, ISBN 978-3-404-60956-7
- Deutschland, ein Sommertrip: Wie die 68er mir mein Leben versifften, 2018, ISBN 978-1-7903-7474-8
- Überleben im Darsteller-Dschungel: Wegweiser für freischaffende SchauspielerInnen, Schüren Verlag, 2020, ISBN 978-3-7410-0353-0
- Diese bescheuerte Fremdheit in meiner Seele, Carpathia Verlag, 2020, ISBN 978-3-943709-90-2
- Alter! Weißer! Mann! – was nun?: Solo für einen ganzen Kerl, 2022, ISBN 979-8364403209
- Bossanova Bar Christmas – Eine mysteriöse Weihnachtserzählung um Freundschaft, Flausen und Verrat – und eine Liebe über den Tod hinaus, Carpathia Verlag, 2024, ISBN 978-3-98630-030-2

## Hörbücher/Hörspiele
- 2014 Teheran im Bauch (Mathias Kopetzki)
- 2018 Coole Kicker im Fußballfieber (Dieter Winkler)
- 2018 Die Coolen Kicker punkten wieder (Dieter Winkler)
- 2018 1:0 für Coole Kicker (Dieter Winkler)
- 2018 Freistoß für Coole Kicker (Dieter Winkler)
- 2018 Gefahr für Coole Kicker (Dieter Winkler)
- 2018 Harte Zeiten für Coole Kicker (Dieter Winkler)
- 2018 Heißes Spiel für Coole Kicker (Dieter Winkler)
- 2019 Ein Schloss in Schottland (Robert Klement)
- 2019 Große Chance für Coole Kicker (Dieter Winkler)
- 2021 Diese bescheuerte Fremdheit in meiner Seele (Mathias Kopetzki)
- 2022 Hui Buh, Das Schlossgespenst, neue Welt – Der Elemente-Kristall (nach Eberhard Alexander-Burgh)
- 2023 Kung Fu Panda – Der Drachenritter – Die Jagd nach dem Blitz (Original-Hörspiel zur Serie)
- 2024 Armageddon I und II (Wolfgang Hohlbein)
- 2024 Der kleine Hui Buh – Rettet die Hexenbesen / Der Rückwärts-Tag (nach Eberhard Alexander-Burgh)
- 2024 Kung Fu Panda – Das Biest / Kampf um den Vulkan (Original-Hörspiel zur Serie)[25]
- 2024 Osso (Michele Serra)

## Auszeichnungen
- 2002 Nestroy-Theaterpreis für das Ensemble von LKH – Eine Theatersoap in der Kategorie Beste Off-Produktion[26]
- 2015 Publikumspreis Clingenburg Festspiele für „Othello“
- 2020 INTHEGA-Preis für Aus dem Nichts